# Shawn Redhage
Shawn Michael Redhage (Jacksonville, 21 gennaio 1981) è un ex cestista statunitense naturalizzato australiano.

## Carriera
Con l'Australia ha disputato i Giochi olimpici di Pechino 2008.